# 弗朗切斯科·巴尼亚亚
弗朗切斯科·“佩科”·巴尼亚亚（義大利語：Francesco "Pecco" Bagnaia，1997年1月14日—）是一名義大利摩托車賽車手，目前效力於杜卡迪聯想車隊。他是2022年世界摩托车锦标赛和2023年世界摩托车锦标赛冠軍，此前在該賽季贏得8場比賽，並贏得2018年Moto2冠軍。他成為繼2017年的佛朗哥·莫尔比代利之後，第二位來自VR46學院的世界冠軍車手。

## 個人生活
巴尼亚亚被稱為Pecco，因為他的姐姐Carola在學習說話時無法發音Francesco，而該別名伴隨了他一生。
2022年7月5日，巴尼亚亚凌晨在西班牙伊維薩島捲入一起酒後駕駛事故。據報導，他沒有通過酒精測試，血液中的酒精含量是西班牙駕駛法定限值的三倍以上。巴尼亚亚說他在凌晨3點左右離開了一家夜總會，未能通過環形交叉路口，汽車在前端離開道路的情況下結束了旅程。他說他正在慶祝阿森站一場比賽的勝利，平時很少喝酒。

## 外部連結
- 弗朗切斯科·巴尼亚亚的Facebook專頁
- 弗朗切斯科·巴尼亚亚的Instagram帳戶
- 弗朗切斯科·巴尼亚亚的X（前Twitter）
- 弗朗切斯科·巴尼亚亚在MotoGP.com（英语）
- 弗朗切斯科·巴尼亚亚在CONI honored athlete website（意大利语）
- 弗朗切斯科·巴尼亚亚在AS.com（西班牙语）